# Don Huan Manuel
Don Huan Manuel (šp. Don Juan Manuel) bio je jedna od najznačajnijih ličnosti srednjovekovne španske kulture. Ponosan na svoju plemićku i kraljevsku krv, bio je vrlo ambiciozan i imao je veliki uticaj na politička dešavanja u Kastilji i na Iberijskom poluostrvu u prvoj polovini XIV veka. Pored toga ostavio je veliki trag u razvoju kastiljanske umetničke proze. Najpoznatije i najvrednije delo koje je ostavio iza sebe je didaktičko-moralističko delo Knez Lukanor (šp. El Conde Lucanor).

## Biografija
Don Huan Manuel (šp. Don Juan Manuel) rođen je u Eskaloni u provinciji Toledo, Španija, 5. maja 1282. godine, a preminuo je u Kordobi, Španija, 13. juna 1348. godine. Bio je kastiljanski srednjevekovni pisac. Otac mu je bio knez don Manuel (šp. el infante don Manuel), sin moćnog kralja Fernanda III Svetog, a majka mu je bila Beatris Savojska. Njegov stric je bio kralj Alfonso X Mudri (šp. Alfonso X el Sábio), na čijem je dvoru otac don Huana Manuela igrao veliku ulogu u međunarodnim pregovorima za vreme pokušaja kralja da nasledi tron Svetog rimskog carstva. Don Huan Manuel je bio vrlo ponosan na svoje plemićko poreklo koje je vuklo korene od kastiljskih, leonskih i nemačkih kraljeva, kao i od vizantijskih careva iz dinastije Anđela. Od oca je na urpavu nasledio kraljevinu Mursiju i tutulu Velikog adelantada kraljevine Mursije (šp. Adelantado mayor del reino de Murcia). Aktivno je učestvovao u političkim borbama svog vremena.
Već 1283. god. ostao je bez oca. Brigu o njegovom vaspitanju i obrazovanju prvobitno je vodila njegova majka, koja je ubrzo umrla 1290. godine, kad je Don Huan Manuel imao samo 8 godina. Nakon toga njegov privatni tutor postaje kralj Sančo IV od Kastilje (šp. Sancho IV de Castilla).
Njegova biografija je vrlo dobro poznata zahvaljujući delima Andresa Himenesa Solera (šp. Andrés Giménez Soler). Don Huan Manuel je bio veoma obrazovan plemić. Bio je vešt u jahanju, mačevanju, a posebno je uživao u lovu. Osim toga poznavao je latinski, italijanski, istoriju, pravo i teologiju (o ovome govori u svom delu „Knjiga o staležima“ (šp. Libro de los estados)). Bio je veoma pobožan i pripadao je redu Svetog Dominga. Već sa 12 godina kralj ga je poslao zajedno sa svojim vazalima da učestvuje u bici braneći Mursiju od Mavara.
Nakon smrti Fernanda de la Serde (šp. Fernando de la Cerda), naslednika Alfonsa X, don Huan Manuel učestvuje u dinastičkim borbama i staje na stranu kralja Sanča IV. Nakon njegove smrti, aragonski kralj Hajme II (šp. Jaime/Jaume II de Aragón) tokom dinastičkih previranja je za kralja Kastilje priznao Alfonsa de la Serdu (šp. Alfonso de la Cerda) umesto Fernanda IV. Alfonso de la Serda mu u znak zahvalnosti poklanja Mursiju, kojom je vladao don Huan Manuel. Kako bi sačuvao svoju očevinu, don Huan Manuel prosi maloletnu kćerku kralja Hajmea II, što je veoma razbesnelo kralja Fernanda IV. Nakon smrti Fernanda IV, 1319. god. don Huan Manuel postaje jedan od regenata maloletnog kraljevića Alfonsa XI, koji već 1325. god. proglašava punoletstvo, i kao šefa države postavlja svog strica don Felipea, a don Huanu Manuelu okreće leđa. Da bi izgladio odnose, kralj Alfonso XI zaprosio je ruku njegove kćeri donja Konstanse, što je don Huana Manuela učinilo veoma srećnim i ponosnim. Ipak, Alfonso XI krši obećanje, ne ženi se njome, već portugalskom princezom Marijom, a donja Konstansu zatvara u utvrđenje Toro. Ponižen i duboko povređen, don Huan Manuel otkazuje poslušnost kralju, i čak se za pomoć obraća granadskim muslimanima. Sukob je bio krvav i trajao je par godina. Zakopali su ratne sekre i sklopili mir 1330. godine, a don Huanu Manuelu je vraćena titula adelantada Mursije. 
Između 1330. i 1335. god. sledi relativno miran period njegovog života i on se posvećuje intenzivnom pisanju. 
Osim toga što je vodio vrlo buran i aktivan politički život, don Huana Manuela smatraju za jednog od najobrazovanijih ljudi njegove epohe. Iza sebe je ostavio veoma značajan uticaj na kastiljasnku prozu. Koristeći najčešće latinske izvore, ali i mnoge druge, stvorio je mnoga dela poučnog, didaktičkog karaktera, koja je trebalo da pomognu plemićima da se snađu na dvoru i da nauče da se ponašaju u skladu sa svojim poreklom. Glavna tema svih njegovih didaktičko-moralističkih dela je spasenje duše. Smatrao je da svako može da spasi i sačuva svoju dušu ukoliko se ponaša u skladu sa obavezama i dužnostima koje mu nalaže socijalni status.
Osnovao je dominikanski manastir San Pablo u Penjafjelu (šp. San Pablo de Peñafiel) 1318. godine i njemu zaveštao svoj celokupan opus. Vodio je računa o svojim delima. Ona su često prepisivana, a on ih je lično pregledao da ne bi dolazilo do prepisivačkih grešaka.
Preminuo je u Kordobi 1348. godine, a njegovo telo je prebačeno u njegovu zadužbinu u Penjafjelu.

## Brakovi i potomstvo
Don Huan Manuel se ženio tri puta. Prva žena mu je bila Isabela od Majorke (šp. Isabel de Mallorca), kćerka kralja Hajmea II od Majorke (šp. el rey Jaime II de Mallorca). Već sa 19 godina ostao je udovac bez ijednog potomka.
Drugi brak je započeo sa knjeginjom Konstansom od Aragona (šp. la infante Constanza de Aragón), kćerkom kralja Hajmea II od Aragona (šp. el rey Jaime II de Aragón) i Blanke od Napulja (šp. Blanca de Nápoles). Konstansa je umrla 1327. godine. Sa njom je imao 3 deteta:
- Kostansa Manuel de Viljena (šp. Costanza Manuel de Villena), 1323-1345. Udata za Pedra I od Portugala (šp. Pedro I de Portugal). Majka kralja Fernanda I od Portugala ({{jez-šp-lat|el rey Fernando I de Porugal).

- Beatris Manuel de Viljena (šp. Beatriz Manuel de Villena), urmla vrlo mlada.
- Manuel de Viljena (šp. Manuel de Villena), umro vrlo mlad.

Njegova treća žena bila je Blanka Nunjes de Lara (šp. Blanca Núñez de Lara), kćerka Fernanda de la Serde i Huane Nunjes de Lare (šp. Juana Núñez de Lara). Sa njom je imao jos dvoje dece.
- Fernando Manuel de Viljena I vojvoda od Viljena i III gospodin od Eskalona i Penjafjela. (šp. Fernando Manuel de Villena I duque de Villena y III señor de Escalona y de Peñafiel), 1332-1350. Bio je u braku sa Huanom (šp. Juana) kćerkom Ramona Berengera I de Ampurijasa (šp. Ramón Berenguer I de Ampurias).
- Huana Manuel de Viljena (šp. Juana Manuel de Villena), 1339-1381. Stupila je 1350. godine u brak sa Enrikeom od Trastamare (šp. Enrique de Trastámara), vanbračnim sinom kralja Alfonsa XI od Kastilje i Leonore de Gusman (šp. Leonor de Guzmán), koji je kasnije vladao kao Enrike II od Kastilje (šp. Enrique II de Castilla). Njihov sin je bio kralj Huan I od Kastilje (šp. Juan I de Castilla). Ona je bila III vojvotkinja od Viljene i V gospođa od Eskalona i Penjafjela (šp. III duquesa de Villena y V señora de Escalona y Peñafiel) od 1360. do 1366. godine.

Don Huan Manuel je osim njih imao jos dva vanbračna sina sa Ines od Kastanjede (šp. Inés de Castañeda):
- Sančo Manuel de Viljena (šp. Sancho Manuel de Villena), 1320-1347.
- Enrike Manuel de Viljena (šp. Enrique Manuel de Villena), 1337-1390.[3]

## Najpoznatija dela
Huan Manuel je bio svestan važnosti svog spisateljskog rada. Knjige je sastavljao brižljivo nadgledajući njihovo prepisivanje kako bi bile sačuvane za buduće generacije. Iako među vlastelom njegovog ranga spisateljstvo nije bilo dovoljno cenjeno, nastavio je stopama svog strica Alfonsa X, zbog koga je pisao na kastiljanskom, a ne na latinskom na kom se do tada pisala književnost. Pisao je na prostom jeziku kako bi svoja dela učinio razumljivim narodu. Suprotno od generacija prethodnih anonimnih autora, huglara i klerika on se potpisivao na svoja dela, ne umanjujući značaj autorstva. Karakterističan je po preciznosti, izbirljivosti i trezvenosti.
Sastavio je dva spiska svojih dela. Prvi se nalazi u Opštem predgovoru, a drugi u predgovoru Kneza Lukanora. Liste se razlikuju po naslovima i rasporedu. Neka dela nikada nisu pronađena. Sačuvana dela su:
- šp.  - Skraćena istorija
- šp.  - Knjiga o lovu
- šp.  - Knjiga o vitezu i štitonoši
- šp.  - Knjiga o staležima
- šp.  - Knez Lukanor
- šp.  - Traktat o uspenju Bogorodice
- šp.  - Večna knjiga
- šp.  - Knjiga o oružju

Njegovo stvaralaštvo se deli na tri perioda. U prvom periodu se ugleda na svog strica Alfonsa X, dok je u drugom i trećem okrenut ličnim idejama.

### Knjiga o staležima
Knjiga o staležima (šp. Libro de los estados), drugačije se naziva Knjiga o kraljeviću (šp. Libro del infante). Knjiga je nastala između 1237. i 1332. godine i spada u red najvažnijih dela ovog autora. Inspiracija je bila hristijanizovana legenda o Budi. Delo govori o obrazovanju sina paganskog kralja Morabana, kraljevića Johasa, koga mudrac Turin pokušava da sačuva od neprijatnosti ljudskog bivstvovanja. Kada kraljević prvi put vidi mrtvaca, postavlja odgojitelju mnoga pitanja o rođenju, životu i smrti. Kako pagani ne umeju da daju odgovor na ovo pitanje Johas se obraća hrišćanskom mudracu Huliju koji izlaže doktrinu hrišćanske vere izlažući pre svega ustrojstvo društva koje je podeljeno na staleže- seljaci, klerici i plemstvo, od kojih svaki ima svoju ulogu u društvu. U ovoj knjizi važne su autorove ideje o strukturi i organizaciji društva hrišćanske Evrope i Španije.

### Knjiga o oružju
Knjiga o oružiju (šp. Libro de las armas) nastala je između 1342. i 1345. godine. Napisana je na osnovu događaja autorovog života. Međutim, ovo ne znači da delo ima veliki istorijski značaj. Mnogi delovi su inspirisani legendama kao što je sveto poreklo njegove dinastije koje potiče od Fernanda III, zatim o drugom kako on kaže „prokletom i intrigantnom“ Alfonsu X i njegovoj ženi Violanti od Aragona (šp. Violanta de Aragón) ćerki Haimea I Konkistadora (šp. Jaime I el Conquistador) i drugoj ženi Violanti od Mađarske (šp. Violanta de Hungría). On priča o ljubavi između njegovog teče Enrikea od Kastilje i Konstanse od Aragona koja će kasnije postati supruga Huan Manuelovog oca. U ovom delu autor kontroliše sve svoje mogućnosti i književna sredstva, a ono je napisano kako bi autor istakao veličinu svog roda. Kombinuje istoriju i fikciju.

### Knez Lukanor
Knez Lukanor (šp. El conde Lucanor ili šp. Libro de los ejemplos del conde Lucanor y de Patronio) napisan je između 1330. i 1335. godine. Sačinjen je od pet delova i tri celine. U prvoj celini se nalaze priče o moralu, dok drugu celinu čine drugi, treći i četvrti deo u kojima se nalaze mudri iskazi. Treća celina i peti deo predstavljaju zaključak. Prvi deo ima najveću umetničku vrednost i u njemu knez traži savet od svog poniznog savetnika Patronija (šp. Patronio) koji mu umesto odgovora priča određenu priču iz koje knez Lukanor izvlači pouku kako bi rešio svoj problem. Svako poglavlje se zavrsava na sličan način, sa malim razlikama. Oni su ujedno i glavni likovi, i pojavljuju se u svakom delu ove knjige.

### Skraćena istorija
Skraćena istorija (šp. Crónica abreviada), pretpostavlja se da je napisana izmđu 1320. i 1324. godine. Ovo je kratak sažetak Alfonsove istorije Španije.

## Literatura
- Don Huan Manuel, Knez Lukanor, prevod sa starokastljanskog, predgovor i beleške Željko Donić, Partenon, Beograd 2014.
- Felipe B. Pedraza Jiménez, Milagros Rodríguez Cáceres, Manual de la literatura española, I Edad Media, Cénlit Ediciones, 2001.
- Pavlović-Samurović Ljiljana, Soldatić Dalibor, Španska književnost 1, Nolit, Beograd 1985.
- Herrera Casado, Antonio, El Estado itinerante de don Juan Manuel, Actas del Primer Congreso de Caminería Hispánica, Guadalajara, AACHE.